# Parnamirim (Río Grande del Norte)
Parnamirim es un municipio brasileño localizado en el estado de Río Grande del Norte. Se localiza al sur de la capital estadual, estando de esta a doce kilómetros. Ocupa un área de 123 km², y su población fue estimada en el año 2015 en 242 384 habitantes, por el Instituto Brasileño de Geografía y Estadística, siendo entonces el tercer municipio más poblado del estado.
Conurbada a la capital, Parnamirim vive un intenso crecimiento económico, especialmente en el sector inmobiliario, haciéndose una verdadera extensión de Natal. El IDH (Índice de Desarrollo Humano) del municipio, según datos de la ONU en 2010, es de 0.766, considerado "alto" y el mayor entre los municipios potiguares (Potiguar en plural potiguares es una denominación dada a quien nace en el estado de Río Grande del Norte). Puntos turísticos como el mayor cajueiro del mundo (árbol gigante) y las playas de Cotovelo y Pirangi del Norte, sumando por abrigar eventos y shows musicales durante temporada alta, hacen de la ciudad uno de los principales destinos turísticos del estado.
Parnamirim es reconocida internacionalmente como "Trampolín de la Victoria", teniendo fuertes conexiones históricas con la Segunda Guerra Mundial cuando se hizo sede de la entonces base aérea estadounidense Parnamirim Field — hoy Base Aérea de Natal — debido a su localización estratégica global, sirviendo de punto de partida de muchas aeronaves estadounidenses, de todos los tipos, para llevar tropas para el frente de África. El gran movimiento de soldados estadounidenses influenció a la población local introduciendo su cultura y, moviendo, de cierta forma, la economía de la ciudad e incluso participando en la vida social de los habitantes de la época.

## Etimología
El origen del nombre Parnamirim viene de la expresión “Paranãmirim” de la lengua tupí, (el tupí era una lengua hablada por los pueblos tupís que habitaban en gran parte de la Amazonia y el litoral de Brasil durante el siglo XVI), que significa "río voluminoso pequeño", de paranã "río voluminoso; mar" + mirĩ "pequeño". A pesar de que aún hoy, existan varios ríos y corrientes en el área que corresponde al municipio de Parnamirim, se cree que el “Paranã-mirim” conocido por los indígenas potiguares, habitantes de la capitanía del Río Grande, en la época de la colonización (siglo XVII), haya sido algún curso de agua ya desaparecido.

## Historia
En 1881, la región fue cortada por los carriles de la línea férrea entre Natal y Nova Cruz, siguiendo de cerca el trazado del viejo camino para Paraíba y Recife. Se sabe también que las tierras al sur de Pitimbu estaban, en 1889, en las manos del señor João Duarte da Silva. Posteriormente, el noble compró la mayoría de las propiedades vecinas, incluyendo una gran área al sur del río que daba nombre a la propiedad, a una distancia de dieciocho kilómetros de Natal. El área era conocida como 'la llanura de Parnamirim'.
En 1927, el portugués Manuel Machado pasó a ser el nuevo dueño de las tierras, que se extendían de los límites con los Guarapes, Macaíba, al norte, y las tierras de Cajupiranga, al sur. Él adquirió haciendas, casas de campo, ingenios y tierras fértiles, pero también áreas extensas y deshabitadas. Con la posesión de las tierras no esperaba ganar ningún título, sólo que la ciudad creciera y exigiera nuevos espacios para viviendas. Sin embargo fue en medio de la aventura de los pioneros de la aviación civil que Parnamirim nació. Aún en el año de 1927, fueron abiertas diversas rutas aéreas en Brasil. Para eso, fueron escogidas algunas áreas al largo de esas rutas a fin de que pudiera ser instalada una red de aeropuertos. De esa forma, la Compagnie Générale Aéropostale (CGA) instaló un campo de aterrizaje en un área donada por el comerciante Manuel Machado (que era dueño de la mayor parte de las tierras pertenecientes al municipio), que contaba con la inmediata valorización del restante de su propiedad.
En ese mismo periodo, fue construida una carretera (que pasaba por el puerto de los Guarapes, en Macaíba, extendiéndose por el Ingenio Pitimbu y acompañando la línea férrea Natal/Nova Cruz, hasta el nuevo campo), conectando la capital al campo de aviación en Pitimbu, facilitando, así, la instalación de la aeropostale en el estado. En los años siguientes, con la expansión de las actividades de la aéropostale, que vendría a ser absorbida en octubre de 1933 por la Air France, Manuel Machado vendió nuevos pedazos de tierra para la ampliación del aeropuerto de Parnamirim. Nuevas inversiones fueron hechas en el campo y la compañía estatal francesa transfirió los hangares y demás instalaciones para el otro lado de la pista de aterrizaje, donde hoy están las instalaciones de la Base Aérea de Natal. A partir de ahí, quedó reconocida la importancia de Parnamirim para el desarrollo de la aviación internacional.
Durante la Segunda Guerra Mundial (1939-1945), el gobierno de Getúlio Vargas firmó, en julio de 1941, un acuerdo de defensa mutua que cedía áreas para la instalación de bases norteamericanas en el Nordeste (en octubre de 1941), rompiendo relaciones diplomáticas con Alemania, Italia y Japón, en enero de 1942 y, finalmente, el 22 de agosto del mismo año, declararon la guerra a los países del eje. La construcción de las bases naval y aérea, en Natal, sería fruto de esos acuerdos.
Para mantener las apariencias de la participación conjunta en los esfuerzos de guerra y salvar la autoestima nacional, el gobierno brasileño creó, por medio de un decreto, la Base Aérea de Natal, que daría el impulso decisivo para al surgimiento de la ciudad de Parnamirim. La pista de aterrizaje de las compañías comerciales dividía por la mitad el campo de Parnamirim. Los brasileños quedaron en el lado oeste, donde ya estaban las instalaciones de Air France y de la compañía de aviación italiana (LATI), desactivadas desde el inicio de la gran guerra en Europa. Eran instalaciones modestas para atender el esfuerzo de guerra de los aliados y los americanos prefirieron ocupar el lado este. Allí, estaba siendo construido un nuevo campo, en la base este: el Parnamirim Field, considerado el mayor campo de aviación y base de operaciones militares que los Estados Unidos vendrían a tener, durante la Segunda Guerra, fuera de su territorio.
En términos estratégicos, Parnamirim Field fue la base de un triángulo que apuntaba para el teatro de operaciones (el norte de África y el sur de Europa), donde la suerte de los aliados contra los nazis estaba siendo lanzada. Este triángulo era identificado en los mapas estratégicos norteamericanos como Trampoline of Victory (trampolín de la victoria). Pero fue solamente en octubre de 1946, diecisiete meses después de la rendición alemana, que la Base Oriente fue entregada a la Fuerza Aérea Brasileña. En el mismo año fue inaugurada la Estación de Pasajeros de la Base Aérea de Natal, elevada a la condición de Aeropuerto Internacional Augusto Severo, en 1951.
El 23 de diciembre de 1948, fue creado y anexado al municipio de Natal el distrito de Parnamirim, elevado a la categoría de municipio sólo diez años después, el 17 de diciembre de 1958, desglosándose de la capital.
Para no dejar a Brasil por fuera de los conocimientos tecnológicos que la carrera espacial ciertamente traería a la humanidad, Jânio Cuadros, durante sus siete meses de mandato en la presidencia de Brasil, creó la Comisión Nacional de Actividades Espaciales (CNAE). Como consecuencia, el 12 de octubre de 1965, el Ministerio de Aeronáutica oficializó la creación del Centro de Lanzamiento de Barrera del Infierno (CLBI), instalado en área del municipio de Parnamirim, y que en los diez años siguientes, dio a Natal la fama de "Capital Espacial de Brasil", desarrollando varios proyectos internacionales en asociación con la NASA. Uno de los motivos que llevó a la elección del Nordeste para la instalación de una base brasileña de lanzamiento de cohetes ya es conocido y comprobado por su posición estratégica, en relación con el tráfico aéreo entre Europa, Norte de África y Estados Unidos.
En 1973, sin consultar a la población local, la Asamblea Legislativa de Río Grande del Norte cambió el nombre del municipio para "Eduardo Gomes". En 1987, un movimiento que reunió más de cuatro mil firmas llevó a la asamblea a devolver el nombre inicial a la ciudad.

## Geografía

Parnamirim y municipios limítrofes.

Parnamirim está localizado en la mesorregión del Este Potiguar y microrregión de Natal, en el litoral del estado de Río Grande del Norte, a una distancia de 12 km de Natal, capital estatal, y 2 287 km de Brasilia, capital federal. Conurbado a la capital potiguar, ocupa un área de 123,471 km², integra la Región Metropolitana de Natal, limitándose con Natal al norte, Nísia Floresta y San José de Mipibu al sur y Macaíba al oeste, además del Océano Atlântico al este.
El relieve del municipio, con altitudes medias inferiores a cien metros, es formado por la llanura costera, que comprende terrenos alterados en su forma debido a la presencia de dunas en su constitución, además de los tableros costeros o "mesetas", constituidos de argila, pudiendo llegar o no al litoral. Parnamirim está situado en un área cubierta de rocas, formadas durante el periodo Terciario Superior, con la predominancia de arenitos con espesura entre fina y media e intercalaciones de siltitos y argilitos asociados a sistemas fluviales. En el litoral, se encuentran dunas modeladas por la acción de los vientos, de origen marino, cuya constitución es formada básicamente por arena, las llamadas "paleodunas".

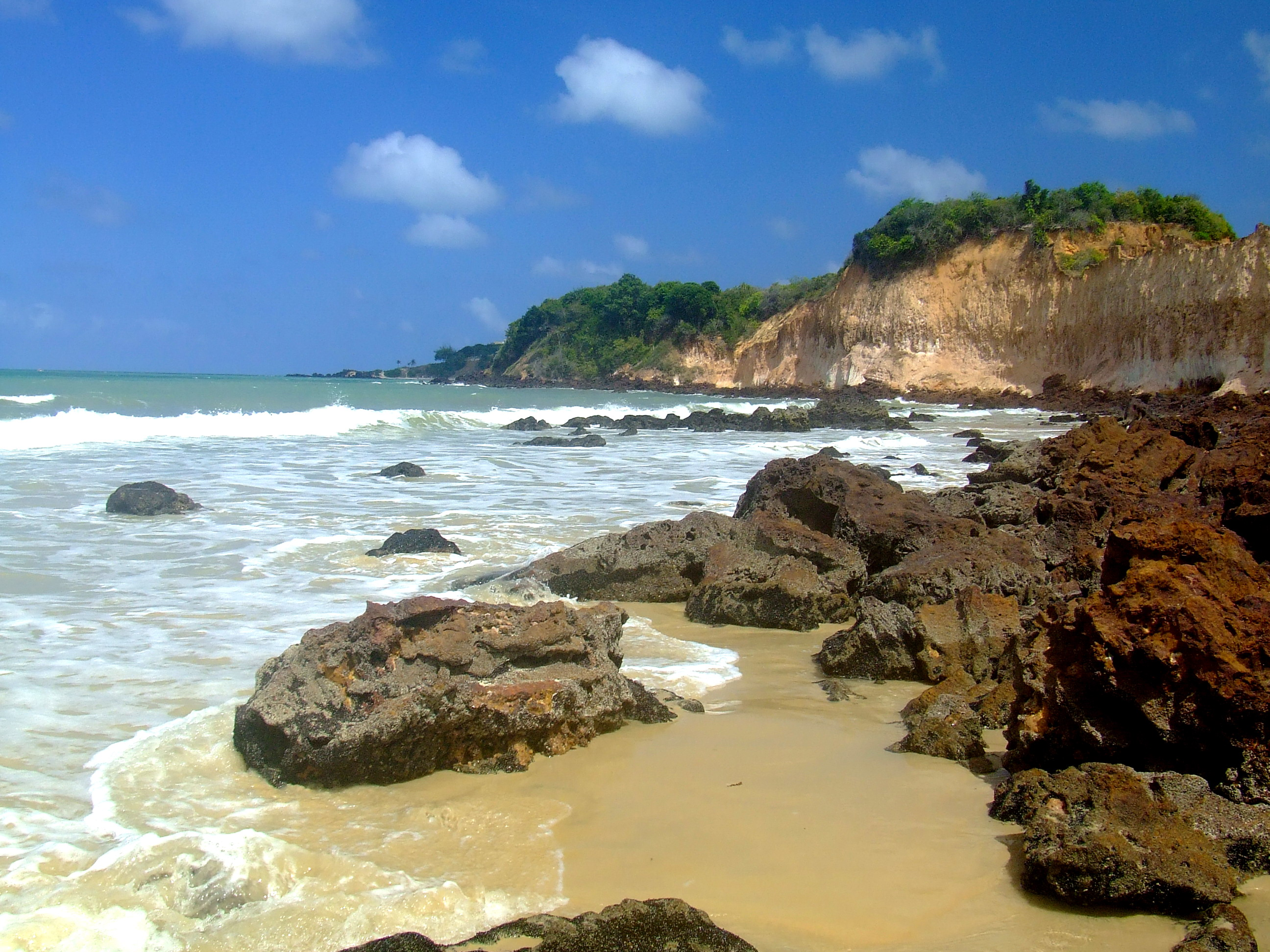
Playa de Cotovelo.

El tipo de suelo predominante es arena, cuyas características son el drenaje excesivo, bajo nivel de fertilidad y textura formada por arena.
El municipio está situado en un conjunto distinguido de dos cuencas hidrográficas, siendo la mayor parte insertada dentro de la cuenca del río Piranji. Los principales ríos que cortan Parnamirim son el Pitimbu, que nace en el municipio de Macaíba, corta el barrio natalense Pitimbu (de ahí su nombre) y desagua en la Laguna del Jiqui, en Parnamirim, y el río Pium, que nace en la división entre Parnamirim y Nísia Floresta y desemboca en el Océano Atlântico. La principal laguna es el Jiqui y los principales riachuelos son Agua Roja, Cajupiranga, Lamarão, Mendes y Puente Viejo.

### Clima
| Mes     | Acumulado | Fecha      | Mes        | Acumulado | Fecha      |
| ------- | --------- | ---------- | ---------- | --------- | ---------- |
| Enero   | 151 mm    | 26/01/2004 | Julio      | 221 mm    | 30/07/1998 |
| Febrero | 95 mm     | 17/02/2013 | Agosto     | 116.5 mm  | 08/08/2008 |
| Marzo   | 158 mm    | 07/03/2002 | Septiembre | 131.3 mm  | 04/09/2013 |
| Abril   | 177 mm    | 03/04/1997 | Octubre    | 35 mm     | 22/10/2005 |
| Mayo    | 146.2 mm  | 18/05/2013 | Noviembre  | 57 mm     | 16/11/2006 |
| Junio   | 214.4 mm  | 15/06/2014 | Diciembre  | 40 mm     | 31/12/2006 |

El clima de Parnamirim es tropical lluvioso con verano seco, caliente y húmedo, con temperatura media anual de 25.6 °C y pluviosidad media es de 1 261 milímetros (mm) por año, concentrados entre los meses de marzo y julio, siendo abril el mes de mayor precipitación (212 mm). El tiempo medio de insolación es de aproximadamente 2 700 horas anuales, con humedad relativa del aire del 79%.
Según datos de la Empresa de Investigación Agropecuaria de Río Grande del Norte (EMPARN por sus siglas en portugués), desde 1993 el mayor acumulado de precipitación (lluvia) en 24 horas registrado en Parnamirim fue de 221 mm el 30 de julio de 1998. Algunos otros grandes acumulados fueron 214.4 mm el 15 de junio de 2014, 186.5 mm el 2 de julio de 2008, 177 mm  el 3 de abril de 1997, 160.7 mm  el 9 de junio de 2008, 158 mm el 7 de marzo de 2002 y 151 mm en los días 26 de enero de 2004 y 1 de julio de 2000. El mayor volumen de precipitación en un mes fue registrado en junio de 2005, de 729.6 mm.
| Mes                           | Ene  | Feb  | Mar  | Abr  | May  | Jun  | Jul  | Ago  | Sep  | Oct  | Nov  | Dic  | Año  |
| ----------------------------- | ---- | ---- | ---- | ---- | ---- | ---- | ---- | ---- | ---- | ---- | ---- | ---- | ---- |
| Temperatura máxima media (°C) | 31.5 | 31.5 | 31.1 | 30.5 | 29.6 | 28.8 | 28.2 | 28.6 | 29.5 | 30.6 | 31.0 | 31.4 | 30.2 |
| Temperatura media (°C)        | 26.8 | 26.9 | 26.6 | 26.2 | 25.4 | 24.7 | 24.0 | 24.0 | 24.7 | 25.6 | 26.1 | 26.5 | 25.6 |
| Temperatura mínima media (°C) | 22.1 | 22.3 | 22.2 | 22.0 | 21.3 | 20.6 | 19.8 | 19.5 | 20.0 | 20.7 | 21.2 | 21.7 | 21.1 |
| Precipitación (mm)            | 50   | 91   | 169  | 212  | 177  | 194  | 168  | 88   | 48   | 19   | 20   | 25   | 1261 |
| Fuente: Datos Climatologicos  |      |      |      |      |      |      |      |      |      |      |      |      |      |

### Ecología y medio ambiente

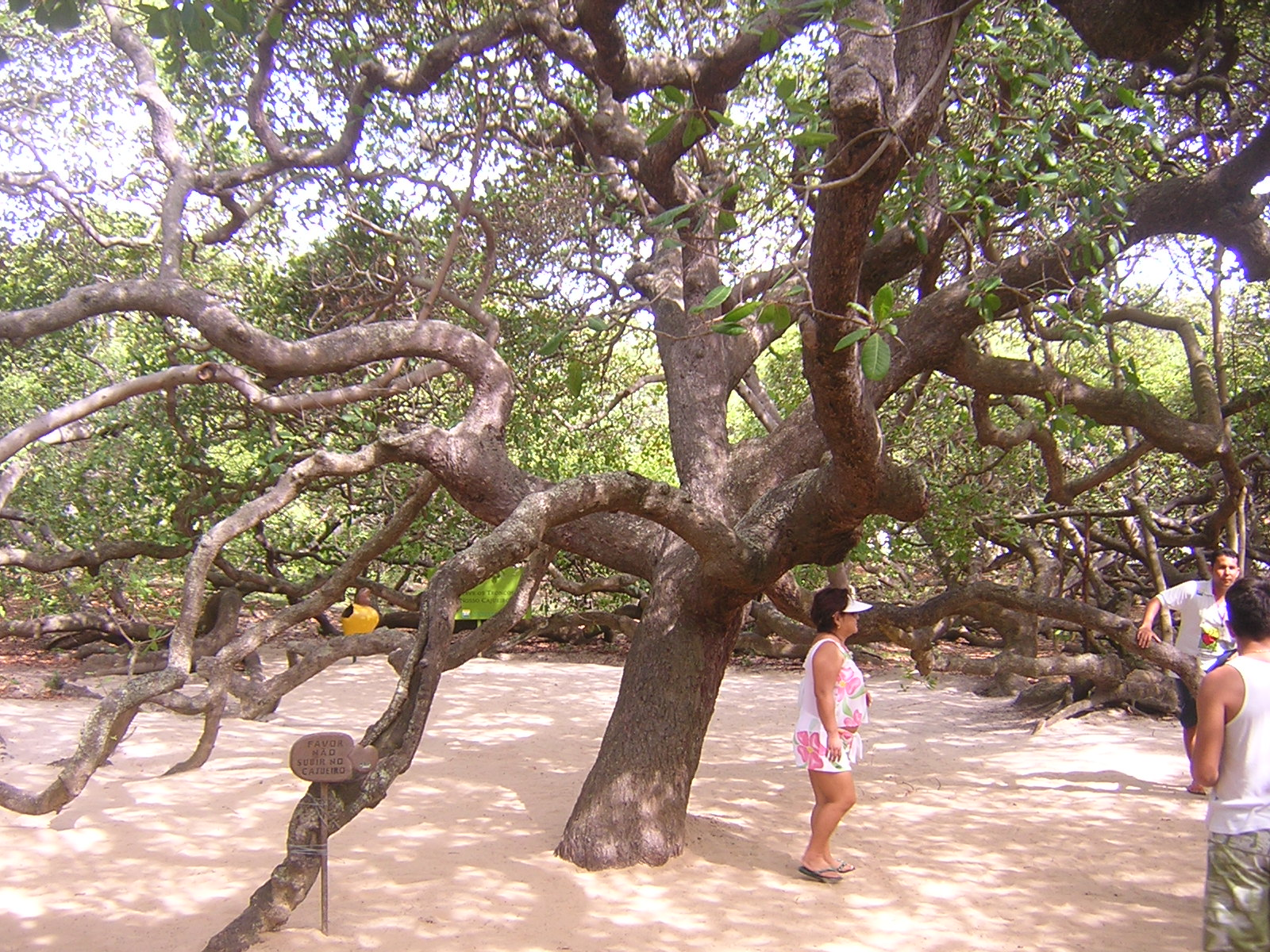
El mayor cajueiro del mundo (árbol gigante) está localizado en Parnamirim.

La cobertura vegetal de Parnamirim es formada por la Mata Atlântica, en concreto por la floresta subperennifolia(vegetación constituida por árboles), cuyas especies poseen hojas verdes y anchas, troncos densos y delgados y suelo cubierto por una capa de humus.
El municipio posee, en su ley orgánica, un código ambiental, publicado con el objetivo de preservar las bellezas naturales existentes en todo el municipio y garantizar la calidad de vida de generaciones futuras. Parnamirim posee seis unidades de conservación ambiental: el Parque de las Exposiciones, la unidad de Emaús, la laguna de Jiqui, la playa de Cotovelo y el mayor cajueiro del mundo, además de zonas de protección ambiental, definidas por el plano director, que se dividen en tres subzonas distinguidas: I, II y III.
Según estudios divulgados en 2009, en la fauna municipal fueron indexadas 98 especies de aves, 70 de artrópodes, diecisiete de mamíferos y nueve de anfibios, entre las cuales están el chorozinho-de-buche-negro y el pato-del-nordeste (aves en peligro de extinción); murciélagos de las familias phyllostomidae y vespertilionidae (mamíferos); la cobra-coral-verdadera y el teiú (réptiles). Ya en la flora fueron encontradas 59 especies de árboles, siendo las principales el palo-brasil, la sapucaia, el loro-canela, la pitombeira y el goiti-truba.

## Demografía
En 2010, la población del municipio fue recensada por el Instituto Brasileño de Geografía y Estadística (IBGE) en 202 456 habitantes, siendo el tercero más poblado del estado, y con una densidad demográfica de 1638.14 habitantes por km², lo que le clasificaba como la segunda mayor densidad poblacional de Río Grande del Norte (perdiendo solamente por Natal). Este mismo año, 96 995 habitantes eran hombres y 105 461 eran mujeres. Aún según el mismo censo, todos sus habitantes vivían en la zona urbana, lo que coloca Parnamirim como el municipio potiguar con la mayor tasa de urbanización. Para 2015, la estimativa poblacional es de 242 384 habitantes.
El Índice de Desarrollo Humano del municipio es considerado alto por el Programa de las Naciones Unidas para el Desarrollo (PNUD). En 2010, su valor era de 0.766, siendo el mayor del Río Grande del Norte y el 274° de Brasil. Considerando sólo la longevidad el índice es de 0.825, el índice de renta es de 0.750 y el de educación es de 0.726. El coeficiente de Gini, que mide la desigualdad social, es de 0,55. Entre 2000 y 2010, el porcentaje de la población que vivía con renta domiciliar inferior a 140 reales cayó del 27% para 11.8%, presentando una reducción del 56.2%. En 2010, 88.2% de la población vivía por encima de la línea de pobreza, 8.2% entre las líneas de indigencia y pobreza y 3.7% abajo de la línea de indigencia. En el mismo año, el valor del índice de Gini era de 0.55 y los 20% más ricos contribuían con 59.7% de la renta municipal, valor 20.2 veces mayor del que la participación de los 20% más pobres, que era de sólo 3%.

### Religión

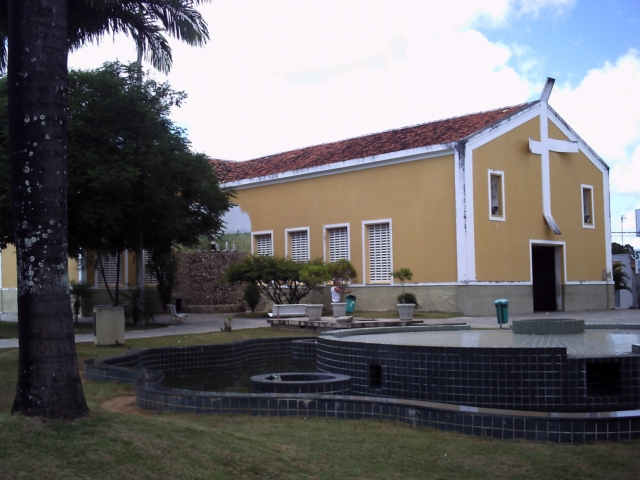
Iglesia Matriz de Nuestra Señora de Fátima, Parnamirim.

De acuerdo con datos del censo brasileño de 2010, del Instituto Brasileño de Geografía y Estadística, la religión en el municipio era formada por católicos apostólicos romanos (62.9%), evangélicos (23.73%), sin religión (8.51%), espiritistas (2.13%), Testigos de Jehová (0.78%), ateos (0.33%), umbanda y candomblé (0.09%), mórmones (0.24%), budistas (0.15%), católicos apostólicos brasileños (0.07%), agnósticos (0.06%), espiritualistas (0.06%), esotéricos (0.05%), católicos ortodoxos brasileños (0.05%) y tradiciones indígenas (0.01%).
La Iglesia Católica incluye a Parnamirim y otros 88 municipios en la Arquidiócesis de Natal , creada como diócesis en 1909 y elevada a la categoría de arquidiócesis en 1952, con sede en la Catedral Metropolitana de Natal. En Parnamirim existen actualmente cuatro parroquias y una diaconía: la Parroquia de Nuestra Señora de Fátima, la Parroquia de Nuestra Señora de la Concepción , la Parroquia del Beato André Soveral, la Parroquia del Beato Mateo Moreira y la Diaconía Nuestra Señora de Guadalupe. Esa diaconía es la única existente en toda la Arquidiócesis de Natal. La parroquia de Nuestra Señora de Fátima, fue creada el 1 de abril de 1952, por el entonces arzobispo arquidiocesano Don Marcelino Dantas. Parnamirim aún pertenencia a la tercera zona de la arquidiócesis.
Parnamirim posee los más diversos credos protestantes o reformados, como la Iglesia Luterana, la Iglesia Presbiteriana, la Iglesia Metodista, las iglesias batistas, las Iglesias Asambleas de Dios, la Iglesia Adventista del Séptimo Día, la Iglesia Mundial del Poder de Dios, la Iglesia Universal del Reino de Dios, la Congregación Cristiana en Brasil, entre otras. De acuerdo con el IBGE, en el 2000 15.34% de la población era protestante. De ese total, 10.43% son de las iglesias evangélicas de origen pentecostal; 3.96% son de las evangélicas de misión; 0.90% son de las evangélicas sin vínculo institucional; y 0.04% pertenecen a otras religiones evangélicas. Otras denominaciones existentes son los Testigos de Jehová (que representan 0.76% de los habitantes) y los miembros de la Iglesia de Jesucristo de los Santos de los Últimos Días (0.37%), también conocida como Iglesia Mórmon.

### Etnias
Conforme el censo demográfico de 2010 realizado por el Instituto Brasileño de Geografía y Estadística (IBGE), la población de Parnamirim es formada por blancos (48.31%), pardos (46.15%), negros (4.44%), indígenas (0.10%) y amarillos (1.00%). Su composición étnica se debe a las influencias de los colonizadores de la región a partir del siglo XIX.
Luego en el inicio de este periodo, Parnamirim recibió principalmente inmigrantes portugueses que colonizaban aquellas tierras. Ellas eran distribuidas por la Corona Portuguesa a todos los que tenían interés en participar en el proceso de colonización. El objetivo de la Corona era colonizar las nuevas tierras con intereses puramente mercantiles para la producción de caña de azúcar, producto que tenía alto valor en Europa y exigía grandes rangos de tierra.
Más actualmente, el desarrollo de la Región Metropolitana de Natal hizo que Parnamirim atrajera personas de otras partes del estado o aún del país. Entre 1991 y 2000, el municipio recibió 20 443 personas de fuera de la ciudad, el mayor total de toda la región metropolitana. Eso se debe al hecho de existir en Parnamirim, así como en otros municipios de la RMN, en los entornos de Natal, una mayor capacidad de absorción de forasteros que vienen en búsqueda de trabajo en la capital potiguar. Gran parte de los nuevos habitantes van para las áreas próximas a la capital, lo que hizo que surgiera una conurbación  entre las dos ciudades.

## Política
El poder ejecutivo del municipio de Parnamirim es representado por el alcalde y su gabinete de secretarios, en conformidad a la plantilla propuesta por la Constitución Federal. El actual alcalde es Maurício Marques de Santos, del Partido Democrático Laboral (PDT), electo en 2008 y reelegido en 2012, teniendo como vicealcalde a Maria Lúcia Costa Thiago, conocida como Lucinha.
El poder legislativo es representado por la cámara municipal, formada por dieciocho concejales electos para cargos de cuatro años. Actualmente está compuesta de la siguiente forma: tres sillas del Partido Republicano Brasileño (PRB), tres del Partido Social Demócrata Cristiano (PSDC), dos del Partido Socialista Brasileño (PSB), dos del Partido del Movimiento Democrático Brasileño (PMDB), dos del Partido Democrático Laboral (PDT), una del Partido Social Democrático (PSD), una del Partido Verde (PP), una del Demócratas (DEM), una del Partido Social Cristiano (PSC), una del Partido de la Social Democracia Brasileña (PSDB) y una del Partido Laboral de Brasil (PT de la B).
En complemento al proceso legislativo y al trabajo de las secretarías, existen también consejos municipales en actividades; entre ellos: Consejo de Asistencia Social, Consejo del Derecho de las Mujeres, Consejo de Educación,  Consejo del FUNDEB, Consejo del Anciano y Consejo de Turismo. Parnamirim se rige por su ley orgánica, promulgada el 2 de abril de 1990, y es sede de una comarca de segunda instancia. De acuerdo con el Tribunal Superior Electoral, Parnamirim poseía, en diciembre de 2013, 110 626 electores, lo que representa 4.703 % del electorado de Río Grande del Norte.

## Subdivisiones
El municipio de Parnamirim se divide en quince barrios oficiales, siendo Nova Parnamirim, en la divisa con Natal, el mayor de ellos, con una población de 54 076 personas en 2010, y el Parque del Jiqui el menor, con 1 636 habitantes. Hay aún la "área de expansión", donde se sitúa el Mando Aéreo de Entrenamiento (CATRE); el área del antiguo Aeropuerto Internacional Augusto Severo y otra área del Centro de Lanzamiento de Barrera del Infierno.

## Economía
El Producto interno bruto (PIB) de Parnamirim es el tercero mayor del estado (superado solo por Natal y Mossoró) y el segundo mayor de su microrregión (superado solo por Natal). En los datos del IBGE de 2011 el municipio poseía R$ 2 709 922 mil en su Producto interno bruto. De ese total 429 357 mil son de impuestos sobre productos líquidos de subsidios. El PIB per cápita es de R$ 13 001,84.
Sector primario
| Producto       | Área cosechada (hectáreas) | Producción (tonelada) |
| -------------- | -------------------------- | --------------------- |
| Maíz           | 150                        | 90                    |
| Haba           | 300                        | 165                   |
| Azúcar de caña | 600                        | 14                    |

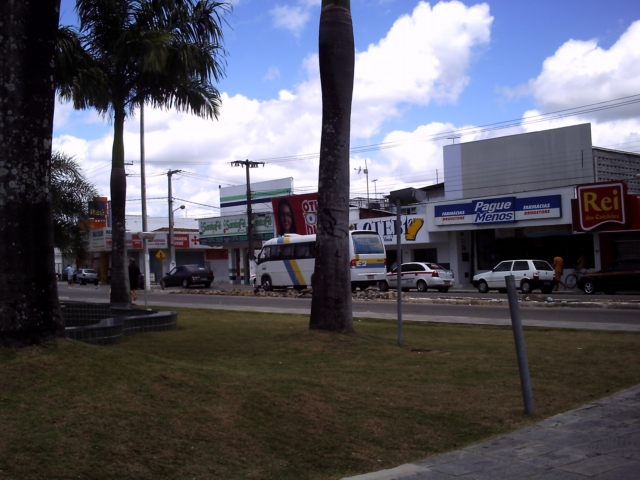
Comercio en la Avenida Brig. Everaldo Breves, en el centro de Parnamirim.

La agricultura es el sector que tiene menos participación en la economía de Parnamirim. De todo el PIB de la ciudad 20 982 mil reales es el valor añadido bruto de la agropecuaria. Según el IBGE en 2009 el municipio poseía un rebaño de 7 580 bovinos, 160 equinos, 1 590 cerdos, 680 caprinos, 22 asinos, 55 muarés (mulas), 1 510 ovejas, y 411 594 aves, de entre estas 219 471 gallinas y 192 123 gallos, pollos y polluelos. En 2009 la ciudad produjo 2,603 millones de litros de leche de 2 410 vacas. Fueron producidos 4 326 docenas de huevos de gallina y 56 mil docenas de huevos de codorniz. En la agricultura temporal son producidos principalmente el maíz (86 toneladas), mandioca (1 968 toneladas), el haba (146 toneladas) y azúcar de caña (14 520 toneladas).
Sector secundario
La industria, actualmente, es el segundo sector más relevante para la economía del municipio. 310 041 reales del PIB municipal son del valor añadido bruto de la industria (sector secundario). Gran parte de este valor es originario del Distrito Industrial. Está instalado a los márgenes de la BR-101 y es compuesto de varias empresas de diferentes ramos y llegó inclusive a tener la primera fábrica de Coca cola del país. Es un distrito industrial/mixto, pues posee empresas de pequeño, medio y grande porte.
Sector terciario
La prestación de servicios rinde 1 081,317 reales al PIB municipal. El sector terciario actualmente es la mayor fuente generadora del PIB de la ciudad. De acuerdo con el IBGE, la ciudad poseía, el año de 2008, 2.958 unidades locales, 2.890 empresas y establecimientos comerciales activos y 55 994 trabajadores, siendo 29,678 personal ocupado total y 26,316 ocupado asalariado. Salarios junto con otras remuneraciones sumaban 332 401 reales y el salario medio mensual de todo municipio era de 2.4 salarios mínimos.

## Infraestructura

### Salud
Parnamirim poseía, en 2009, setenta establecimientos de salud, siendo 33 de ellos privados y 37 públicos entre hospitales, salas de emergencia, puestos de salud y servicios odontológicos. En ellos la ciudad poseía 166 camas de hospitalización. En el año de 2008, fueron registrados 3 379 nacidos vivos, siendo que 7.7% nacieron prematuros, 53.3% fueron por cesárea y 17,3% fueron de madres entre 10 y 19 años (0.9% entre 10 y 14 años). La tasa bruta de natalidad era de 18.9. El índice de suicidios en aquel año para cada 100 mil habitantes fue de 3.4, siendo el trigésimo tercero a nivel estatal y el 1616° a nivel nacional.
Según datos de la Secretaría Municipal de Salud, Parnamirim poseía en 2008, un total de 345 profesionales de la salud residentes en el propio municipio, siendo 174 de ellos agentes de salud, diez asistentes sociales, 101 auxiliares de enfermería, 32 auxiliares de consulta dental, 24 enfermeros, dos clínicos generales y dos nutricionistas. Ya entre los profesionales de salud residentes fuera del municipio, existía un total de 405 personas, siendo cuatro agentes de salud, 43 auxiliares de enfermería, 25 bioquímicos, 52 dentistas, 65 enfermeros, trece fisioterapeutas, treinta ginecologistas, seis cardiologistas, cinco clínicos generales, 46 pediatras, seis nutricionistas, diecinueve ortopedistas, nueve psicólogos, once oftalmologistas y nueve radiologistas, además de otras 36 personas que trabajaban en otras profesiones de salud.

### Educación
| Nivel                | Matrículas | Docentes | Escuelas (total) |
| -------------------- | ---------- | -------- | ---------------- |
| Enseñanza preescolar | 3 731      | 177      | 59               |
| Enseñanza Básica     | 29 380     | 1 215    | 84               |
| Enseñanza media      | 7 641      | 378      | 20               |

Parnamirim, en 2009, contaba con 55 511 matrículas y 255 escuelas en las redes públicas y particulares entre las enseñanzas preescolar, fundamental y medio. En el año de 2009, el Índice de Desarrollo de la Educación Básica (IDEB) de las escuelas provinciales era de 3.3 para estudiantes de 1.ª a la 4.ª serie y 3.0 para estudiantes de 5.ª a la 8.ª serie, mientras que el índice de las escuelas municipales era de 4.0 para estudiantes en la enseñanza primaria y 3.2 para estudiantes del gimnasio (de quinta a la octava serie). El municipio posee la mejor escuela pública de Educación Básica y también de toda la Región Metropolitana de Natal y también de todo el estado de Río Grande del Norte. En el ranking de la región metropolitana, el IDEB de Parnamirim, en 2009, subió de 3.8 para 4.0, el mayor de la región, superando Natal (3.7), Nísia Floresta (3.6) y Extremoz (3.1), que son la segunda, tercera y cuarta colocadas en la clasificación entre los municipios de la Grande Natal, respectivamente. Entre las mejores escuelas de Parnamirim están nuestra Señora de la Guía (6,4) y Homero de Oliveira Dantas (5,2). Actualmente, el gobierno del estado viene trabajando y realizando estudios para mejorar el IDEB del estado y de los municipios. El municipio posee en su territorio algunas instituciones de enseñanza superior instaladas, como la Facultad Unión Americana y el Instituto Federal del Río Grande del Norte (IFRN). Este último fue inaugurado en una ceremonia en Brasilia, donde estaban presentes Luiz Inácio Lula de Silva (presidente brasileño en la época) y el rector del instituto, Belchior de Olivo Rocha.
Según datos del Instituto Nacional de Estudios e Investigaciones Educacionales Anísio Teixeira (INEP) y del Ministerio de la Educación (MEC), el índice de analfabetismo en el año de 2000 entre personas era más frecuente en el rango de edad por encima de los veinticinco años (15.9%), mientras la más pequeña frecuencia era entre quince y diecisiete años (4.42%). La tasa bruta de frecuencia a la escuela, que en 1991 era del 66.29%, pasó para 85.13% en 2000. 4 166 personas poseían menos de un año de estudio o no contaban con instrucción alguna.

### Seguridad pública, servicios y comunicación
Como en la mayoría de los municipios brasileños, la criminalidad aún es un problema en Parnamirim. En 2008, la tasa de homicidios en el municipio fue de 27.4 para cada 100 mil habitantes, quedando en la novena posición a nivel estatal y en el 580° lugar a nivel nacional. Para intentar reducir esas tasas de criminalidad, el 3.er Batallón de Policía Militar, basado en Parnamirim, juntamente con el ayuntamiento, busca tomar medidas inherentes a la seguridad pública.
Además de la seguridad pública, el municipio cuenta con otros servicios básicos. El servicio de abastecimiento de agua de todo el municipio es hecho por la Compañía de Aguas y aguas residuales del Río Grande del Norte (CAERN), mientras la responsable por el abastecimiento de energía eléctrica en Parnamirim es la Compañía Energética del Río Grande del Norte (Cosern), que suministra energía en todos los municipios del estado del Río Grande del Norte. En el año de 2007 existían 60 499 consumidores y fueron consumidos 233 779 kWh de energía. Aún hay servicios de internet y banda ancha (ADSL) siendo ofrecidos por diversos proveedores de acceso gratuitos y pagados. El servicio telefónico móvil, por teléfono celular, es ofrecido por diversas operadoras. Existe aún acceso 3G, ofrecido al municipio por algunas operadoras. El código de área (DDD) de Parnamirim es 084 y el Código de Dirección Postal (CEP) de la ciudad es de 59600-000. El día 10 de noviembre de 2008 el municipio pasó a ser servido por la portabilidad, juntamente con otras ciudades de DDDs 33 y 38, en Minas Generales; 44, en Paraná; 49, en Santa Catarina; además de otros municipios con código 84, en el Río Grande del Norte.
Hay transmisión de canales en los rangos Very High Frequency (VHF) y Ultra High Frequency (UHF). En 2008, Parnamirim acogía dos emisoras de radio, ambas en frecuencia modulada (FM). Existían aún tres periódicos en circulación, una agencia del Banco de Brasil, una del Banco Itaú, una del Banco del Nordeste, una de la Caja Económica Federal y cuatro unidades postales telegráficas, siendo una unidad de la Empresa Brasileña de Correos y Telégrafos, dos agencias de correos comunitarios y una unidad que incluía un tipo de unidad postal telegráfica.

### Transporte

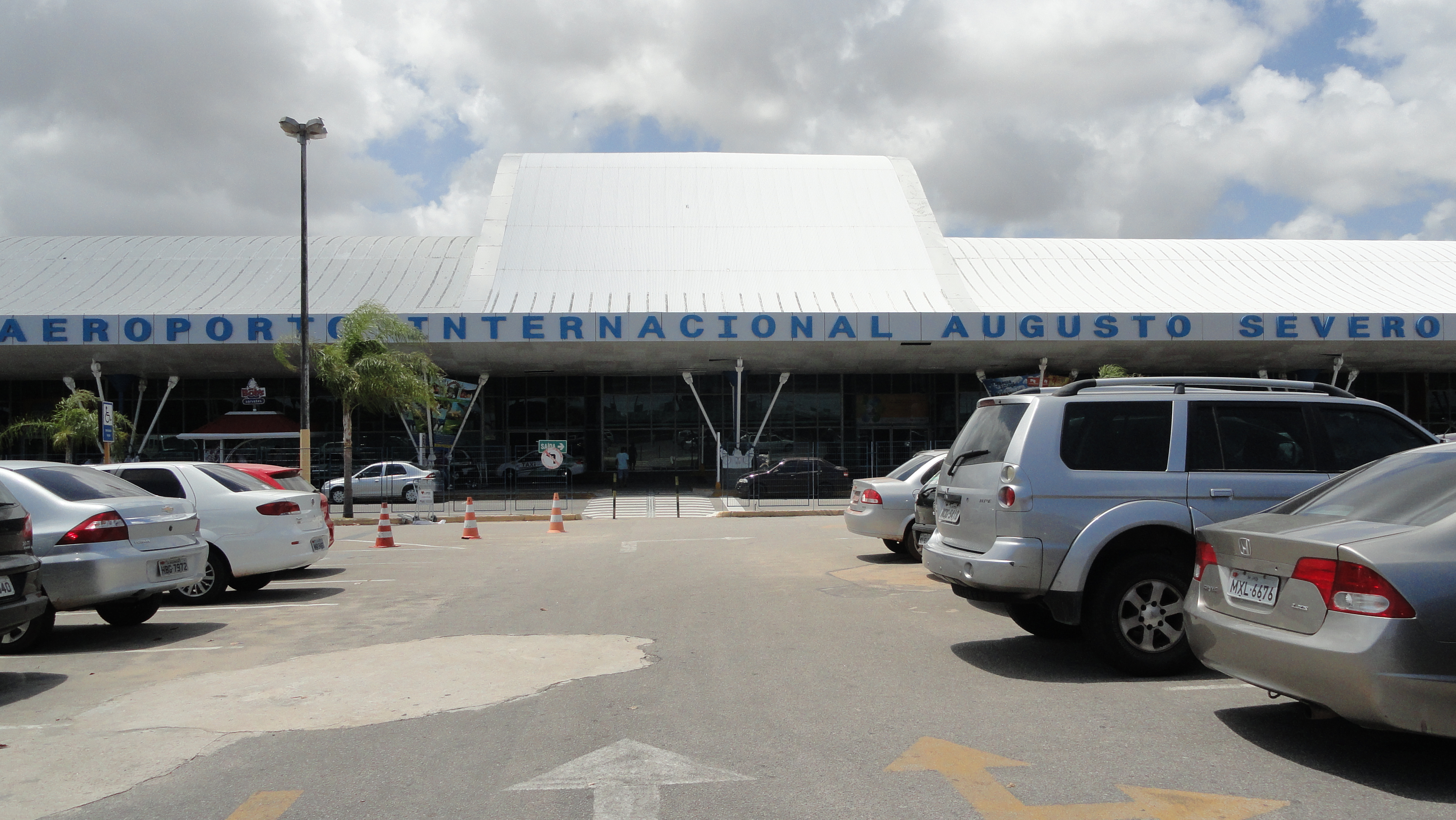
Antiguo Aeropuerto Internacional Augusto Severo, desactivado en 2014.

La flota municipal en 2014 poseía 48 228 automóviles, 20 843 motocicletas, 5 197 camionetas, 2 402 camionetas, 2 023 camiones, 1 417 motonetas, 1 254 utilitários, 402 autobús, 385 micro-autobús, 265 tracto camiones, cuatro tractores de ruedas y 1 501 en otras categorías, totalizando 83 921 unidades.
Parnamirim es cortado por tres carreteras, dos federales y una estatal. Las federales son la BR-101, que comienza en Touros, en el litoral nordeste de Río Grande del Norte, y recorre el litoral este brasileño, extendiéndose hasta Jaguarão, Río Grande del Sur; y la BR-304, que conecta Natal a Fortaleza, capital del Ceará. Y la carretera estatal es la RN-063, que se inicia en la Avenida Ingeniero Roberto Freire, en Natal, hasta cruzarse con la BR-101 en São José de Mipibu.
El municipio es atravesado por un único ferrocarril en todo su territorio, administrada por la Transnordestina y con una extensión de 479 kilómetros, que viene de Paraíba, pasa por la Región Metropolitana de Natal y se extiende hasta Macau, en el litoral norte del Río Grande del Norte. Durante mucho tiempo, Parnamirim poseyó el Aeropuerto Internacional Augusto Severo, que fue desactivado el 31 de mayo de 2014, día en que fue inaugurado el Aeropuerto Internacional Governador Aluízio Alves.

### Habitación e infraestructura básica
De acuerdo con el censo demográfico del 2010 realizado por el Instituto Brasileño de Geografía y Estadística (IBGE), Parnamirim poseía, en general, 60 329 domicilios. De todo ese total, existían 47 584 casas (78.87%), 5 468 casas en condominio (9.06%), 7 176 apartamentos (11.89%) y sólo 101 habitaciones en viviendas en pensión (0.17%). Ya en relación con la condición de ocupación del domicilio, 40 971 eran inmóviles propios (67.91%), 16 760 eran alquilados (27.78%), 2 487 cedidos (4.12%) y 111 eran ocupados bajo otra condición (0.18%). En relación con el abastecimiento de agua realizado en las residencias, 58 347 recibían agua tratada a partir de una red general de distribución (96.71%), 1 212 inmóviles eran abastecidos por un pozo en la propiedad (2.01%) y 770 unidades poseían abastecimiento de agua viniendo de otras fuentes (1.28%). En cuanto a la energía eléctrica, 60 213 inmóviles eran abastecidos (98.90%), siendo 170 a partir de otra fuente (0.28%) y 60 043 a partir de una compañía distribuidora de energía (99.54%); otros 116 domicilios no tenían o no eran abastecidos por la red eléctrica (0.19%).
En relación con el destino de la basura, 59 666 domicilios poseían recolección (98.90%), de los cuales 56 102 eran recolectados por servicio de limpieza (92.99%) y 3 564 poseían la recolección hecha a partir de un cubo de servicio de limpieza (5.91%); otros 663 inmóviles no poseían recolección de basura (1.10%). En cuanto al sanitario, 87 domicilios no poseían cuartos de baño ni sanitarios (0.14%); ya entre los 60 242 domicilios que la poseían (99.86%), 2 648 tenían sanitario hecho a partir de la red general de alcantarillas (4.39%), 32 091 a partir de una fosa séptica (53.19%) y 25 503 con sanitarios hechos de otra manera (42.27%).

## Cultura
El responsable por el sector cultural de Parnamirim es la Fundación Parnamirim de Cultura, que tiene como objetivo planear y ejecutar la política cultural del municipio por medio de la elaboración de programas, proyectos y actividades que promuevan al desarrollo cultural. Está vinculada al Gabinete del Alcalde, integra la administración pública indirecta del municipio y posee autonomía administrativa y financiera, asegurada, especialmente, por donaciones presupuestarias, patrimonio propio, aplicación de sus recetas y firma de contratos y convenios con otras instituciones.

### Artes

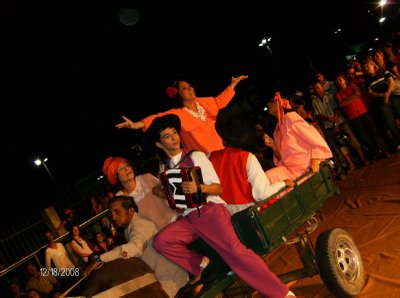
Presentación del espectáculo "Nas Asas da História de 2008".

En el escenario teatral de Parnamirim, se destacan el Cine Teatro Municipal Paulo Barbosa da Silva, uno de los más recientes espacios culturales del estado de Río Grande del Norte, inaugurado en septiembre de 2014 y con capacidad para más de 500 personas. La Fundación Parnamirim de Cultura, por ejemplo, ayuda anualmente, en mayo, en las conmemoraciones de la fiesta de Nuestra Señora de Fátima. En 2011 también hubo la organización de la opereta Oratório de Nuestra Señora de Fátima, en homenaje a la santa patrona de la ciudad, además de espectáculos teatrales y shows religiosos. La Fundación aún organiza todos los años, desde 2006, el espectáculo "Nas Asas da Historia", que cuenta en forma de teatro a la población sobre la historia de la ciudad, siendo exhibido en varios barrios y distritos los meses de diciembre. El Proyecto de Lectura Cuento y Encanto es realizado desde 2009 y cuenta con la exhibición de piezas infantiles a los niños de 2 a 6 años en los Centros Infantiles de Parnamirim.
La artesanía también es una de las formas más espontáneas de la expresión cultural parnamirinense. En varias partes del municipio es posible encontrar una producción artesanal diferenciada, hecha con materias-primas regionales y creada en consonancia con la cultura y el modo de vida local. Algunos grupos, o aún la Secretaría Municipal de Asistencia Social (Semas), reúnen diversos artesanos de la región, disponibilizando espacio para confección, exposición y venta de los productos artesanales. Normalmente esas piezas son vendidas en ferias, exposiciones o tiendas de artesanía, como la Feria de Artesanía de la Plaza Paz de Dios, realizada anualmente en mayo.

### Turismo y eventos

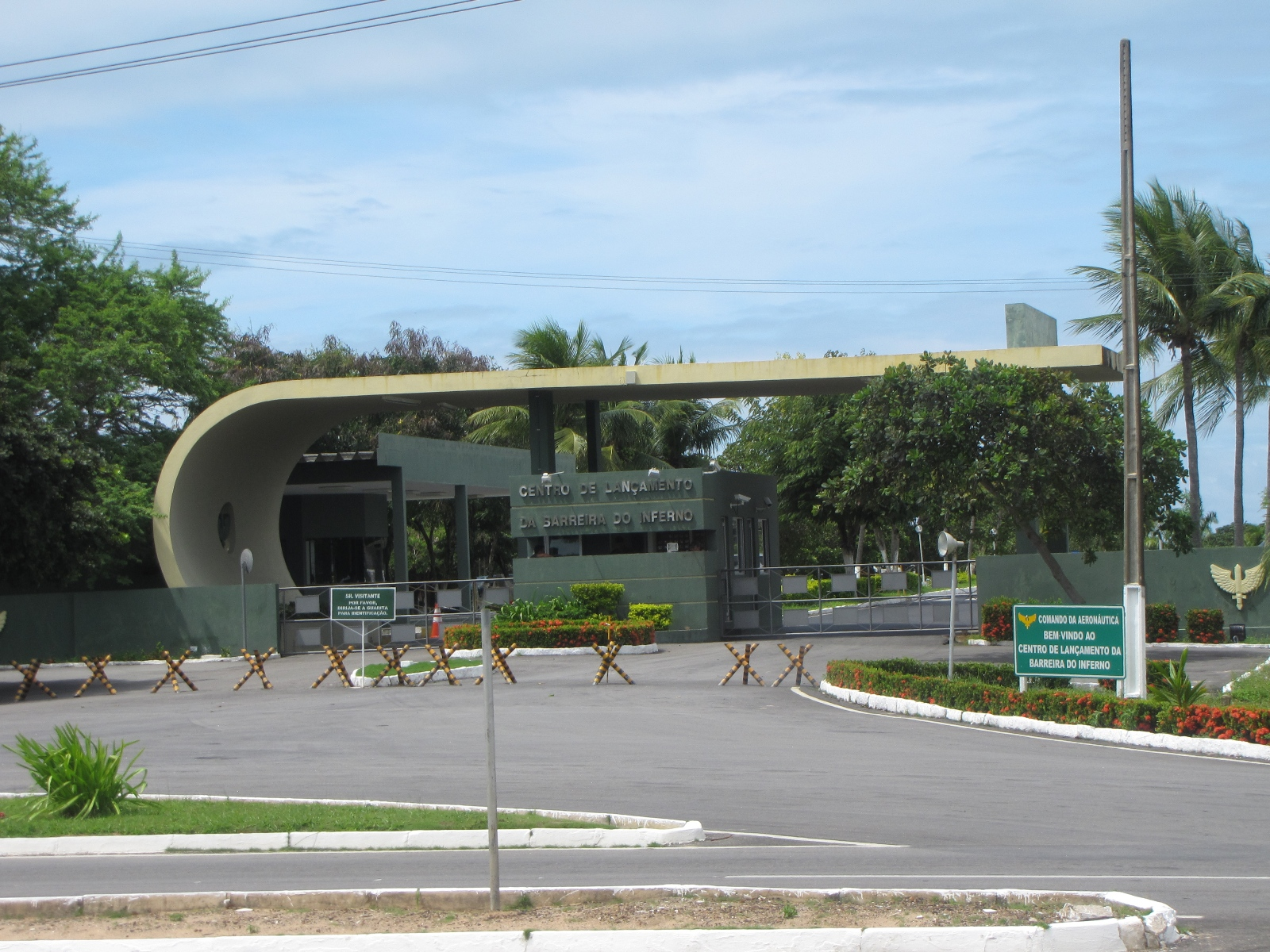
Entrada del Centro de Lanzamiento de "Barreira do Inferno".

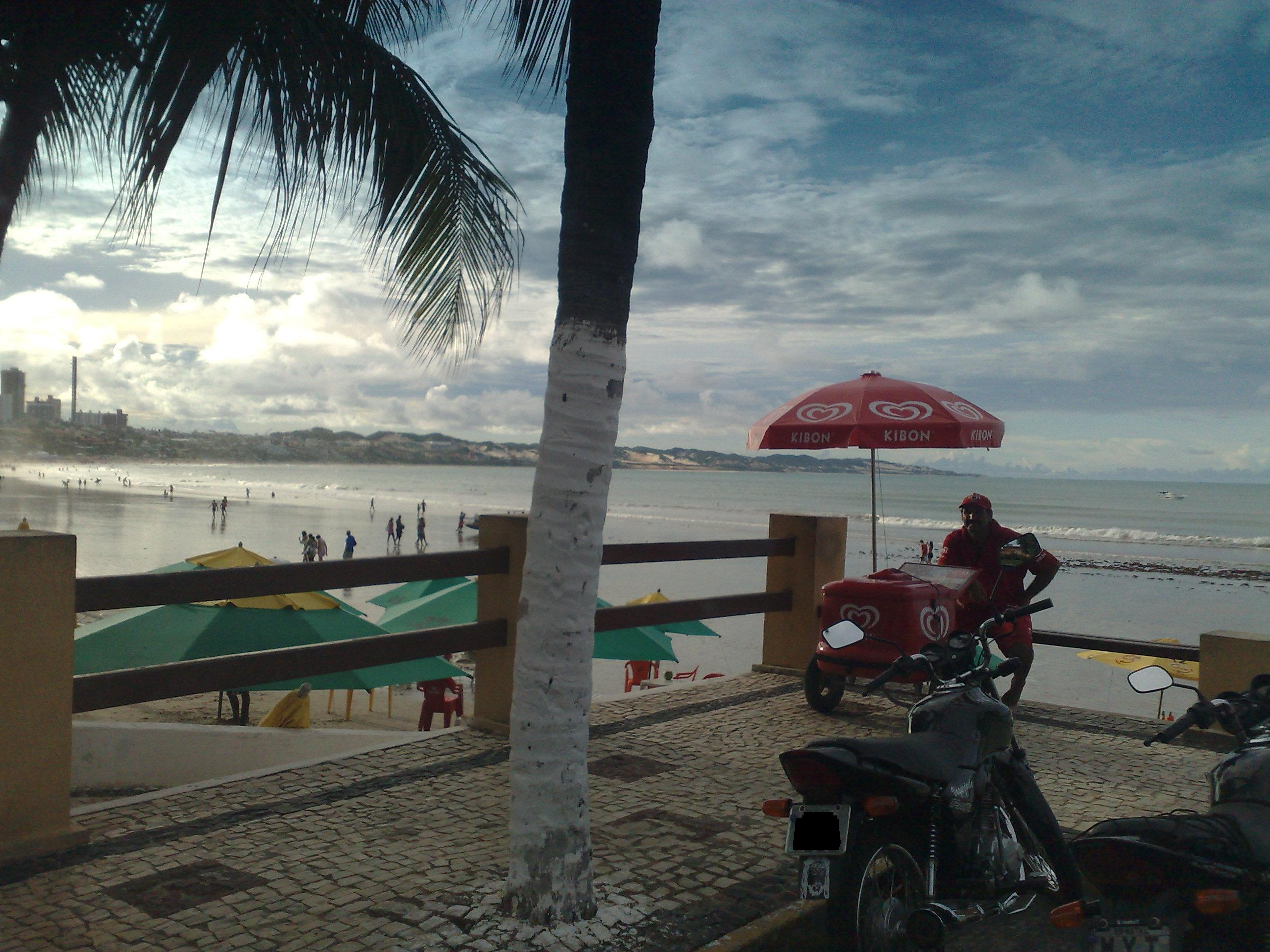
Vista de la Playa de Piranji.

Parnamirim aún cuenta con diversos puntos turísticos por toda la ciudad, que van desde construcciones hasta atractivos naturales. El Planetário Aluísio Alves fue inaugurado en diciembre de 2008 y cuenta con 53 sillas puestas alrededor de un aparato semejante a un semi globo, siendo uno de los únicos del Nordeste brasileño. Realiza charlas sobre astronomía y cursos prácticos. El Centro de Lanzamiento de Barrera del Infierno es una base de la Fuerza Aérea Brasileña para lanzamientos de cohetes contando aún con una playa y un museo aeroespacial.
Las playas de cotovelo y de Piranji son algunos de los principales atractivos naturales, y tienen buena repoblación forestal, además de acantilados. La segunda citada aún se destaca por los Parrachos de Pirangi y abriga el mayor cajueiro del mundo (árbol gigante), que tiene 10 mil m² cuadrados de copa y que en 1994 entró para el Guiness Book. Actualmente se tramita la poda parcial del árbol, que estaría causando lentitud del tráfico de la región, ya que las ramas están alcanzando la Rota do Sol(una avenida muy importante de Brasil en Río Grande del Norte), lo que está generando polémica entre la población.
Para estimular el desarrollo socioeconómico local, el ayuntamiento de Parnamirim, juntamente o no con empresas locales, invierte en el segmento de fiestas y eventos. Esas fiestas, muchas veces atraen personas de otras ciudades, exigiendo una mejor infraestructura en el municipio y estimulando la profesionalización del sector, lo que es benéfico no sólo a los turistas, pero también a toda población de la ciudad. Las actividades ocurren durante el año entero. De entre ellas se destaca la Exposición de Animales y Máquinas Agrícolas del Río Grande del Norte, más conocida como "Fiesta del Buey". Mayor evento de agronegócio del estado donde también son realizados exposición de animales, concursos, subastas y muchos negocios, además de una movida programación cultural incluyendo principalmente shows de varios artistas.

### Deportes
Así como en gran medida del país, en Parnamirim el deporte más popular es el fútbol. Un importante club de la ciudad es el Potiguar de Parnamirim, fundado el día 11 de febrero de 1945. Manda sus juegos en el Estadio Teniente Luiz Gonzaga, más conocido como Gonzagão, que aún es el principal de la ciudad, fundado el 9 de enero de 2001 y que hoy cuenta con capacidad de hasta cerca de 8 000 personas. Otro equipo igualmente importante es el Parnamirim Sport Club, fundado el 14 de julio de 1985. Y también el Parnamirim Fútbol Club.
La Secretaría Municipal de Turismo, Deporte y Ocio (SETEL) es el órgano público responsable por planear y comandar la vida deportiva y los sectores del ocio y turismo en el municipio de Parnamirim. Además de los clubes de fútbol citados en la ciudad también hay equipos en otras modalidades deportivas, como atletismo, voleibol, fútbol de arena, ciclismo, handebol y bicicrós. De entre las competiciones, una de las principales es los Juegos Escolares de Parnamirim, organizados desde 2004 y que reúne anualmente más de mil alumnos de escuelas públicas y particulares que se enfrentan en diversas modalidades.

### Festivos
Según la Asociación del Ministerio Público del Estado del Río Grande del Norte (AMPERN), en Parnamirim hay dos festivos municipales, ocho festivos nacionales y tres puntos facultativos. Los festivos municipales son: el día de Nuestra Señora de Fátima, 13 de mayo, y el día de la emancipación política del municipio, conmemorado el 17 de diciembre.